# Wiesmann Spyder
Wiesmann Spyder - концептуальна модель німецької компанії Wiesmann Auto-Sport, що була презентована 2011 на Женевському автосалоні. Остання розробка компанії. Через фінансові проблеми компанії 2012 не була запущена у серійне виробництво.

## Історія
Екстремальний Wiesmann Spyder був розроблений відповідно до замовлень декотрих клієнтів згідно концепції їзди у відкритій кабіні без дверей, лобового скла з вітром в лице, як у спортивних машин 1930-х років. Розробку даної моделі пов'язували з бажанням випустити менш трудоємку модель з меншою кількістю комплектуючих, оскільки через фінансові проблеми Wiesmann мав труднощі з оплатою комплектуючих. Фрідгельм Вісманн на автосалоні заявив, що компанія бажає перевірити конкурентоздатність цього транспортного засобу, отримати відгуки клієнтів, партнерів, експертів. Це дозволить ухвалити рішення про серійне виробництво цієї моделі.  
Концепт-кар отримав мотор V8 об'ємом 3999 см³, потужністю 420 к.с. при 8400 об/хв з моделі BMW M3 E90. Мотор був модифікацією V10-мотору S85B50 об'ємом 4999 см³ з моделі серії BMW M5 (Wiesmann GT MF 5, Wiesmann Roadster MF5), який скоротили на 2 циліндри.
При вазі 995 кг він розвивав швидкість 290 км/год і долав 0-100 км/год за 4,0 секунди. Питома потужність моделі становила 422 к.с./т. На алюмінієвому шасі закріплено кузов з вуглепластику.